# Cerkev svetega Spasa, Dubrovnik
Cerkev sv. Spasa stoji na trgu Poljana Spasoja Miličevića, med Vrati s Pil in Frančiškanskim samostanom. Malo Cerkev sv. Spasa (cerkev sv. Odrešenja) so postavili leta 1520 po nareku Dubrovniškeda senata v znak hvaležnosti Odrešeniku, ker je mestu prizanesel v potresu, ki je pred tem prizadel Dubrovnik. Cerkev je sezidal korčulanski mojster Petar Andrijić, dokončana pa je bila 1528. Ker je cerkev ostala v katastrofalnem potresu nepoškodovana, je ohranjena v prvotni obliki in predstavlja izjemen primer dubrovniške renesančne zgradbe. Cerkev je sicer grajena v stilu lombardske renesanse, je enoladijska, še vedno križno rebrasto obokana, pa tudi stranska okna s šilastimi loki imajo karakteristike gotskega stila. Vendar pa pročelje s poudarjenimi elementi in polkrožnimi zaključki v obliki trolista, sami proporci cerkve in polkrožna apsida, kažejo na jasno prepoznavno renesančno koncepcijo.